# Kinder- und Jugendchirurgie
Die Kinder- und Jugendchirurgie, hervorgegangen aus der Kinderchirurgie, ist ein eigenständiges Fachgebiet innerhalb der Chirurgie und ist sowohl für die Diagnostik als auch die konservative und operative Therapie chirurgischer Krankheitsbilder bei Kindern und Jugendlichen zuständig. Aus der Historie heraus entstanden, besteht bis heute eine enge Verbindung zwischen der Kinder- und Jugendchirurgie und der Kinder- und Jugendheilkunde. Heutzutage ist die Kinder- und Jugendchirurgie zudem durch eine enge Zusammenarbeit mit den nicht eigenständigen Fachgebieten Kinderanästhesie und Kinderradiologie gekennzeichnet. Der enge interkollegiale Austausch zwischen den Fachabteilungen ermöglicht die bestmögliche Behandlung der Kinder und Jugendlichen.

## Inhalt des Faches
Die Kinder- und Jugendchirurgie umfasst ein breites Spektrum alters- und fachspezifischer Schwerpunkte. Dazu gehören unter anderem die pränatale Beratung, Früh- und Neugeborenenchirurgie, Chirurgie angeborener Fehlbildungen, allgemeine Kinderchirurgie, Kindertraumatologie, Verbrennungsmedizin, Kinderurologie, Kinderonkologie, plastische Kinderchirurgie sowie im Rahmen der Kinderneurochirurgie die Chirurgie von Hydrocephalus, der Spina bifida und Kraniosynostosen. Insbesondere bei komplexen Fehlbildungen bzw. syndromalen Erkrankungen sind oftmals mehrere Organsysteme betroffen, was bei der angepassten Diagnostik und den entsprechenden Behandlungsstrategien berücksichtigt werden muss.
Die Behandlung in der Kinderchirurgie unterscheidet sich wesentlich von der in der Erwachsenenchirurgie. Ein entscheidender Aspekt dabei ist, dass sich die Diagnostik und Therapie der Erkrankungen abhängig vom Alter und Entwicklung der Kinder wesentlich unterscheidet. So stehen einerseits bei vergleichbaren Symptomen in Abhängigkeit vom Alter unterschiedliche Diagnosen im Fokus. Anderseits unterscheidet sich zum Teil die Behandlung selbst bei gleicher Diagnose mit dem Alter. Beispielsweise kann eine verschobene Fraktur im Kleinkindalter toleriert werden, wobei die gleich verschobene Fraktur bei einem älteren Kind operativ gerichtet werden muss.
Ein weiterer wesentlicher Aspekt in der Kinderchirurgie ist der Umgang mit der speziellen und potentiell stressreichen Situation, in der sich Kinder und deren Familien während einer Untersuchung oder Behandlung befinden. Kinder können oftmals ihre Beschwerden nicht oder nur unklar äußern und verweigern sich gegenüber der Untersuchung/Behandlung. Kinderchirurginnen/-chirurgen wissen mit der Situation umzugehen und Kinder in einer Art und Weise zu untersuchen und zu behandeln, dass sie entspannt und kooperativ sind. Hierzu dienen unter anderem, Bezugspersonen in die Behandlung einzubeziehen, eine kindgerechte Atmosphäre zu schaffen und speziell ausgebildetes Personal einzusetzen. Entsprechend sollen Kinder auf Stationen mit anderen Kindern und nicht zusammen mit erwachsenen Patienten betreut werden. Diese und weitere Bedingungen wurden bereits 1988 in der Europäischen Charta für die Rechte des Kindes im Krankenhaus festgelegt.

## Geschichte der Kinderchirurgie in Deutschland
Bereits vor dem 19. Jahrhundert existierten Erfahrungsberichte und systematischen Arbeiten zur Chirurgie im Kindesalter. Mit der rasant fortschreitenden Entwicklung der Chirurgie ab dem 19. Jahrhundert, die maßgeblich durch die Einführung der Analgesie, Anästhesie und Antisepsis beeinflusst wurde, wurde auch die Chirurgie im Kindesalter vorangetrieben und es entstanden erste Abteilungen mit einem kinderchirurgischen Schwerpunkt in Deutschland.
Waldemar Christian Hecker, selbst erster Ordinarius für Kinderchirurgie in Deutschland, beschreibt die Entwicklung der deutschen Kinderchirurgie in vier Phasen: Zunächst waren es Kinderärzte, die kleine operative Eingriffe durchführten. Schnell wurden Erwachsenenchirurgen als Berater hinzugezogen, bevor eigenständige kinderchirurgische Abteilungen gegründet wurden. Schlussendlich wurde die Kinderchirurgie mit der Gründung der Deutschen Gesellschaft für Kinderchirurgie 1963 zu einer eigenständigen Fachdisziplin.
| 1847 | Eröffnung des Dr. von Haunerschen Kinderspitals in München durch August N. von Hauner. Bereits zu Beginn gehörten chirurgische Eingriffe zum Leistungsspektrum der Klinik.                                                                                    |
| 1863 | Einrichtung einer „Kinderheilanstalt“ in Nürnberg (Cnopfsche Kinderklinik) durch Julius Cnopf. Wenig später wurden die ersten Operationen durchgeführt |
| 1875 | Eröffnung der Hannoverschen Kinderheilanstalt Auf der Bult. Die erste kinderchirurgische Abteilung wurde von Hupeden geleitet. |
| 1882 | Etablierung der Abteilung für Kinderchirurgie am Olgahospital Stuttgart unter der Leitung von Köstlin. |
| 1884 | Gründung der selbständigen kinderchirurgischen Abteilung an der Universität Heidelberg unter der Leitung von Theodor von Dusch. |
| 1889 | Eröffnung der kinderchirurgischen Abteilung an der Kinderklinik des Universitätsklinikums Leipzig unter der Leitung von Hermann Tillmann. |
| 1890 | Eröffnung des Kaiser- und Kaiserin-Friedrich-Kinderkrankenhauses in Berlin-Wedding als erstes deutsches medizinischen Kinderzentrum mit einer Abteilung für Pädiatrie und Kinderchirurgie. Die kinderchirurgische Abteilung wurde von Theodor Gluck geleitet. |
| 1955 | Einführung des Facharztes für Kinderchirurgie in der DDR |
| 1957 | Gründung der Arbeitsgemeinschaft Deutscher Kinderchirurgen (innerhalb der Deutschen Gesellschaft für Chirurgie) durch 14 Teilnehmer, die erstmal eigene Interessen der Kinderchirurgie formulierten                                                           |
| 1963 | Gründung der Deutschen Gesellschaft für Kinderchirurgie |
| 1985 | Gründung der Gesellschaft für Kinderchirurgie der DDR |
| 1990 | Aufnahme der ärztlichen Mitglieder der Gesellschaft für Kinderchirurgie der DDR in die Deutsche Gesellschaft für Kinderchirurgie |
| 1992 | Einführung des Facharztes für Kinderchirurgie in Deutschland |
| 1996 | Winrich Mothes wird erster Präsident der gesamtdeutschen Fachgesellschaft |

## Fachgesellschaft – Deutsche Gesellschaft für Kinderchirurgie e.V.
Inspiriert durch die „British Association of Pediatric Surgeons“ wurde 1957 federführend durch A. Oberniedermayr die Arbeitsgemeinschaft Deutscher Kinderchirurgen ins Leben gerufen, aus der am 17. April 1963 die Deutsche Gesellschaft für Kinderchirurgie e. V. (DGKCH) hervorging.
Von Beginn an war es das Ziel der DGKCH, die Wissenschaft und Forschung im Bereich der Kinderchirurgie zu fördern und damit eine optimale kinderchirurgische Versorgung zu gewährleisten. Bis heute vertritt die DGKCH das Fach Kinderchirurgie in allen wissenschaftlichen, fachlichen und berufspolitischen Belangen.
Akademisch gehört das Fach Kinderchirurgie gehört zur Chirurgie. Das ist für die Organisation von Forschung und Lehre relevant.
Die DGKCH organisiert jedes Jahr zwei große wissenschaftliche Kongresse: die Jahrestagung zusammen mit dem Kongress der Deutschen Gesellschaft für Chirurgie und die Herbsttagung zusammen mit dem Jahreskongress der Kinder- und Jugendmedizin. Dies unterstreicht die partnerschaftlichen Beziehungen der Kinderchirurgie sowohl zu den anderen Fächern der Chirurgie als auch zur Kinder- und Jugendmedizin.
Im Rahmen der Förderung der Wissenschaft und Forschung verleiht die DGKCH verschiedene wissenschaftliche Preise, Stipendien und Auszeichnungen: Richard-Drachter-Preis, John-Herby-Johnston-Preis, Ilse-Krause-Nachwuchspreis, Gero-Wesener-Preis sowie Poster- und Vortragspreise im Rahmen der wissenschaftlichen Kongresse.
Zur Verbesserung der Diagnostik und Behandlung von Kindern ist die DGKCH an der Erstellung verschiedener Leitlinien beteiligt. Zudem unterstützt sie die Etablierung des KinderRegister für angeborene Fehlbildungen (KiRaFe).
Um die Weiterbildung kinderchirurgischer Assistenzärzte zu fördern, richtet die DGKCH gemeinsam mit der Österreichischen Gesellschaft für Kinder- und Jugendchirurgie (ÖGKJCH) und der Schweizerischen Gesellschaft für Kinderchirurgie (SGKC) jährlich die Akademie für Kinderchirurgie aus. Zudem wurde die Kinderchirurgische Weiterbildung im Internet (KiWI) als online Fortbildungsprogramm etabliert.

## Berufsverband der niedergelassenen Kinderchirurgen Deutschlands e.V.
In den letzten Jahren können immer mehr kinderchirurgische Eingriffe ambulant durchgeführt werden. Auch hat sich die Betreuung vieler kinderchirurgischer Erkrankungen in der Niederlassung bewährt. Um ambulante kinderchirurgische Versorgung auf hohem Niveau zu gewährleisten, wurde 1999 der Berufsverband der niedergelassenen Kinderchirurgen Deutschlands e. V. (BNKD) gegründet. Der BNKD vertritt die berufspolitischen Interessen und sichert die freie Berufsausübung der niedergelassenen Kinderchirurgen in Deutschland.

## Internationale Verbindungen
Neben den nationalen Organisationen der deutschen Kinderchirurgen bestehen Verbindungen zu verschiedenen europäischen und internationalen kinderchirurgischen Organisationen:
- European Union of Medical Specialists (U.E.M.S.)
- World Federation of Association of Pediatric Surgeons (WOFAPS)
- European Paediatric Surgeons’ Association (EUPSA)
- European Society for Paediatric Urology (ESPU)
- European Society of Paediatric Endoscopic Surgeons (ESPES)
- International Pediatric Endosurgery Group (IPEG)
- Global Initiative for Children’s Surgery (GICS)

## Facharztweiterbildung Kinder- und Jugendchirurgie
Die eigenständige Weiterbildung zur Fachärztin bzw. zum Facharzt für Kinder- und Jugendchirurgie umfasst in Deutschland 72 Monate. Sie erfolgt an entsprechend befugten Weiterbildungsstätten gemäß § 6 Abs. 1 Satz 1 der Musterweiterbildungsordnung, welche zuletzt 2020 novelliert wurde. Dabei müssen:
- 48 Monate in der Kinder- und Jugendchirurgie,
- 6 Monate in einer Notfallaufnahme
- 6 Monate in der intensivmedizinischen Versorgung von Kindern und Jugendlichen absolviert werden.

Zum Kompetenzerwerb können bis zu 12 Monate Weiterbildung in anderen Gebieten erfolgen. Rechtsverbindlich sind die Landesärztekammern für die ärztliche Weiterbildungen zuständig. Die Musterweiterbildungsordnung der Bundesärztekammer hat einen empfehlenden Charakter, sodass die Weiterbildungsordnungen der entsprechenden Landesärztekammern abweichen können.

## Zahlen, Daten und Fakten
Entsprechend der Ärztestatistik der Bundesärztekammer waren 2020 in Deutschland 291 Fachärztinnen und 419 Fachärzte für Kinderchirurgie berufstätig. Von den Kinderchirurginnen/Kinderchirurgen sind 537 im Krankenhaus und 137 ambulant tätig. In den letzten drei Jahren haben zwischen 29 und 45 Ärztinnen/Ärzte jährlich die Anerkennung zur Facharztweiterbildung erhalten (Stand 31. Dezember 2020).
Die Kinderchirurgie in Deutschland verteilt sich auf mehr als 230 Kliniken, MVZ und Praxen (Link s. u.). Laut Angaben des statistischen Bundesamtes aus dem Jahr 2017 existierten 86 Krankenhäuser mit einer kinderchirurgischen Fachabteilung. Eine Übersicht der kinderchirurgischen Kliniken, MVZ und Praxen ist auf der Internetseite der DGKCH einsehbar.
In der DGKCH sind aktuell 861 Mitglieder vertreten, davon 131 Chefärztinnen/-ärzte, 226 Oberärztinnen/-ärzte, 114 Fachärztinnen/-ärzte, 190 Assistenzärztinnen/-ärzte und 64 niedergelassene Kinderchirurginnen/-chirurgen (Stand 2021).
Im Jahr 2017 wurden laut dem statischen Jahrbuch des statistischen Bundesamtes 522.872 Operationen bei Kindern und Jugendlichen unter dem 15. Lebensjahr unter stationären Bedingungen durchgeführt, davon 67.467 Eingriffe bei Neugeborenen und Säuglingen. Zu den häufigsten Eingriffen gehörten Operationen an den Bewegungsorganen, dem Verdauungstrakt und der Haut/Unterhaut. In Praxen niedergelassener Kinderchirurgen werden zudem jährlich ca. 50.000 ambulante Operationen durchgeführt.

## Arbeitsgemeinschaften der Deutschen Gesellschaft für Kinderchirurgie (DGKCH)
Zur ständigen Weiterentwicklung existieren innerhalb der DGKCH zahlreiche Arbeitsgruppen zu unterschiedlichen politischen und medizinischen Themen:
- Akademie für Kinderchirurgie
- Arbeitsgemeinschaft Digitalisierung
- Arbeitsgemeinschaft Familie und Beruf
- Arbeitsgemeinschaft Fetale Chirurgie
- Arbeitsgemeinschaft kinderchirurgische Onkologie
- Arbeitsgemeinschaft Kinderurologie
- Arbeitsgemeinschaft minimalinvasive Kinderchirurgie
- Arbeitsgemeinschaft Qualitätssicherung Neugeborenenchirurgie
- Arbeitsgemeinschaft Qualitätssicherung und Patientensicherheit
- Arbeitskreis Aktionsnetzwerk für seltene angeborene Fehlbildungen (AsaF)
- Arbeitskreis Globale Kinderchirurgie│Global Paediatric Surgery
- Arbeitskreis kinderchirurgischer Assistent:innen
- Arbeitskreis Spina bifida und Hydrocephalus
- Arbeitskreis wissenschaftlicher Beirat KiRaFe
- Fortbildungsforum – Management in der Kinderchirurgie
- Konvent der Hochschullehrer:innen
- Steuerungsgruppe Leitlinien

Zudem ist die DGKCH an weiteren Gremien anderer Fachgesellschaften beteiligt:
- Arbeitsgemeinschaft Kinderschutz (DGKiM)
- Arbeitskreis „Das schwerbrandverletzte Kind“ der DGV
- Sektion Kindertraumatologie der DGU
- Berufsverband der niedergelassenen Kinderchirurgen Deutschlands e. V. (BNKD)